# Mummerie
Der Mummerie ist eine Figur der Einsiedler Fasnacht. Sie tritt zusammen mit dem Johee und dem Hörelibajass am Fasnachtsdienstag auf. Zusammen bestreiten diese Figuren das Brotauswerfen, bei dem abwechselnd von verschiedenen Bühnen Brotlaibe (sog. Mütschli) in die Zuschauermenge geworfen werden. Dem Volksmund nach stellt der Mummerie einen Rosshändler dar, der auf Welschlandfahrten sein Vermögen verloren hat. Er trägt ein rot, schwarz, gelb gestreiftes Kleid sowie ein Pferdegeröll über seiner Schulter. In der Hand hält er einen Rossschwanz. Auf dem Kopf trägt der Mummerie eine Perücke mit Filzhut. Das Gesicht wird durch eine wertvolle Holzmaske bedeckt.